# Centaurea haussknechtii
Centaurea haussknechtii — вид квіткових рослин айстрових (Asteraceae). Ендемік пд. Туреччини.

## Морфологічна характеристика
Належить до підроду Cynaroides. Вид морфологічно подібний до C. tomentella, але нижні листки ліроподібні з довгастим кінцевим сегментом і 1–2 парами бічних звернених назад сегментів. Квіти рожево-лілові.